# Чэнь Цюаньго
Чэнь Цюаньго́ (кит. упр. 陈全国, пиньинь Chén Quánguó; род. 12 июля 1955 года, пров. Хэнань) — китайский политик. Глава парткома КПК Синьцзян-Уйгурского автономного района (2016—2021), глава парткома КПК Тибетского автономного района (2011—2016) и губернатор провинции Хэбэй (2009—2011).
Член КПК с февраля 1976 года, член ЦК КПК 18-го созыва (кандидат 17-го созыва), член Политбюро ЦК КПК 19-го созыва (2017—2022).

## Биография
По национальности ханец.
Окончил экономический факультет Чжэнчжоуского университета, бакалавр политэкономии.
Степень магистра экономики получил в школе бизнеса и общественного управления Уханьского политехнического университета, где обучался в 1995—1997 годах.
В 1988-96 г. на руководящих должностях на партработе в пров. Хэнань (Центральный Китай).
В 1996-98 гг. замглавы Лохэского парткома КПК, зам и и. о. мэра Лохэ.
В 1998—2001 годах вице-губернатор пров. Хэнань, в 2003—2009 годах замглавы парткома КПК провинции Хэнань.
В 2009—2011 годах губернатор пров. Хэбэй, замглавы парткома КПК провинции.
С августа 2011 года по август 2016 года глава парткома КПК Тибетского автономного района.
С августа 2016 года глава парткома КПК Синьцзян-Уйгурского автономного района (по декабрь 2021 года).
«Железный Чэнь» стал первым в истории Китая руководителем, которому доверили поработать во главе как Тибета, так и Синьцзяна.
Его называют протеже премьера Госсовета Ли Кэцяна: Чэнь был его заместителем, когда тот занимал должность секретаря парткома провинции Хэнань.
С июня 2022 года заместитель главы Центральной группы по сельской работе КПК, которую возглавляет Ху Чуньхуа.
Наблюдателями не исключается его повышение после XX съезда партии. Член посткома президиума последнего.

## Репрессии
Японский журнал Nikkei Asian Review обвиняет его в том, что после назначения главой парткома КПК Сяньцзан-Уйгурского автономного района он начал репрессии против уйгуров , казахов Китая и других этнических меньшинств.
4 декабря 2019 года палата представителей конгресса США подавляющим большинством голосов, 407 голосов за при одном голосе против поддержала во законопроект «Об уйгурской политике в области прав человека» (Uyghur Human Rights Policy Act of 2019), в котором осуждается обращение с мусульманами и этническими меньшинствами в Китае и предлагается вести санкции против Китая и персонально — против официальных лиц КНР.
Закон обязывает президента США осудить репрессии в отношении мусульман и призвать Пекин закрыть центры массового задержания уйгуров и казахов, организованные в Синьцзяне.
Закон также призывает ввести санкции против высокопоставленных китайских чиновников, ответственных за репрессии.
В документе дважды указывается имя секретаря Коммунистической партии в Синьцзяне и члена политбюро КПК Чэня Цюаньго, который входит в высшие эшелоны китайской власти.